# エレナ・ケルディベコバ
エレナ・ウラジーミロヴナ・ケルディベコバ（カザフ語: Елена Владимировна Кельдибекова、ラテン文字転写: Elena Vladímirovna Keldibekova、1974年6月23日 - ）は、ペルーの元女子バレーボール選手。現役時代のポジションはセッター。カザフスタンからペルーに帰化した。元ペルー代表。

## 来歴

### クラブチーム
旧ソビエト連邦、現在のカザフスタンのアルマトイ出身。1988年、旧ソ連のADK Alma-Ataに入団。ソ連崩壊後はカザフスタン国籍にて1994年まで同チームでプレーしていた。1994年、ペルーのRegatas Limaへ移籍し、1996/97、1997/98、2002/03シーズンのペルー国内リーグで優勝を果たした。2003年、ドイツのTV Fischbekへ移籍し、2004年のドイツカップで準優勝、2005/06シーズンのドイツブンデスリーガで6位となった。2006/07シーズンからは再びペルーのRegatas Limaに移籍し、国内リーグで優勝を果たした。2010/11シーズンはアゼルバイジャンのロコモティフ・バクーでプレーした。2011/12シーズンはイタリアセリエA2のTime Volley Materaでプレーした。2012/13シーズンは再びRegatas Limaでプレーした。ブランクを経て2018年にCircolo Sportivo Italianoへ入団し、主将を務め2018/19シーズンの国内リーグで準優勝、2022/23シーズンのリーグをもって48歳で現役引退した。

### 代表チーム
2000年にペルーの市民権を取得し、同年のシドニー五輪に出場した。2005年、南米選手権に出場し銀メダルを獲得した。2006年、世界選手権に出場した。2007年、南米選手権で銀メダルを獲得した。2009年の世界選手権南米大陸予選のアルゼンチン戦では華麗な足技でボールをつなぎ得点に結び付け有名となった。2010年、パンアメリカンカップで銀メダルを獲得し、自身もベストセッター賞を受賞した。同年10-11月の世界選手権に出場した。2011年には代表の主将を務め、モントルーバレーマスターズに出場しベストセッター賞を受賞した。同年8月のワールドグランプリに出場した。同年9月の南米選手権で銅メダルを獲得しベストセッター賞を受賞した。2012年、ロンドン五輪世界最終予選に出場し、若手選手が多いチームを牽引した。同年7月のパンアメリカンカップに出場し、ベストセッター賞を受賞した。

### 私生活
彼女はスペイン語、ロシア語、ドイツ語を話すことができ、ペルーに移り住んでから、ドイツ系ペルー人で元バレーボール選手のJohnny Westreicherと結婚した。

## 球歴
- オリンピック - 2000年
- 世界選手権 - 2006年、2010年
- ワールドグランプリ - 2011年
- 南米選手権 - 2005年、2007年、2009年、2011年

## 受賞歴
- 2010年　パンアメリカンカップ　ベストセッター賞
- 2011年　モントルーバレーマスターズ　ベストセッター賞
- 2011年　パンアメリカンカップ　ベストセッター賞
- 2011年　南米選手権  ベストセッター賞
- 2012年　パンアメリカンカップ　ベストセッター賞

## 所属クラブ
- ADK Alma-Ata（1988-1994年）
- Regatas Lima（1994-2003年）
- TV Fischbek（2003-2006年）
- Regatas Lima（2006-2010年）
- ロコモティフ・バクー（2010-2011年）
- Time Volley Matera（2011-2012年）
- Regatas Lima（2012-2013年）
- Circolo Sportivo Italiano（2018-2023年）